# Nick Bicât
Nick Bicât (Reading, Anglaterra, 1949) és un compositor de bandes sonores de cinema i de televisió britànic. Ha estat nominat dues vegades al Premi BAFTA a la millor música original per televisió per Holding on (1998) i Cruel Train (1997). Va guanyar el premi al a millor banda sonora al XXVIII Festival Internacional de Cinema Fantàstic de Sitges per La mirada del desconegut. El 2005 va guanyar el Premi BAFTA Cymru a la millor banda sonora (Y Trac Sain Gerddorol Wreiddiol Orau) per Carrie's War.

## Filmografia
- 1982 : The Disappearance of Harry (TV)
- 1982 : Oliver Twist (TV)
- 1982 : La Pimpinella Escarlata (The Scarlet Pimpernel) (TV)
- 1982 : Nobody's Hero (feuilleton TV)
- 1983 : The Irish R.M. (sèrie de televisió)
- 1984 : Facelift
- 1984 : Lace (TV)
- 1984 : To Catch a King (TV)
- 1984 : A Christmas Carol (TV)
- 1985 : Christmas Present
- 1985 : Wetherby
- 1985 : Lace II (TV)
- 1986 : If Tomorrow Comes (feuilleton TV)
- 1988 : Star Trap (TV)
- 1988 : Virtuoso (TV)
- 1988 : Stealing Heaven
- 1989 : Strapless
- 1990 : The Laughter of God
- 1990 : La pell que brilla (The Reflecting Skin)
- 1992 : Framed (TV)
- 1993 : The Hawk
- 1994 : La mirada del desconegut (The Passion of Darkly Noon)
- 1995 : Cruel Train (TV)
- 1996 : Stella Does Tricks
- 1997 : Holding On (TV)
- 1998 : Heat of the Sun (TV)
- 1998 : Undercover Heart (TV)
- 1999 : Relative Strangers (TV)
- 1999 : Births, Marriages and Deaths (TV)
- 1999 : Hope & Glory (sèrie de televisió)
- 1999 : Dockers (TV)
- 1999 : Let Them Eat Cake (sèrie de televisió)
- 1999 : Shockers: The Visitor (TV)
- 1999 : Pig Heart Boy (sèrie de televisió)
- 2001 : NCS: Manhunt (TV)
- 2001 : Perfect (TV)
- 2001 : Murphy's Law (TV)
- 2001 : I Was a Rat (feuilleton TV)
- 2001 : Swallow (TV)
- 2001 : Buried Treasure (TV)
- 2001 : Micawber (TV)
- 2002 : NCS Manhunt (sèrie de televisió)
- 2002 : Fields of Gold (TV)
- 2002 : Solid Geometry (TV)
- 2003 : The Planman (TV)
- 2003 : Danielle Cable: Eyewitness (TV)
- 2003 : Suspicion (TV)
- 2004 : Carrie's War (TV)
- 2004 : Whose Baby? (TV)
- 2005 : Distant Shores (sèrie de televisió)
- 2005 : The Baby War (TV)
- 2005 : Last Rights (TV)
- 2005 : Child of Mine (TV)
- 2006 : The Family Man (TV)